# سالي كيلرمان
سالي كلير كيلرمان (بالإنجليزية: Sally Clare Kellerman)‏ (ولدت في 2 يونيو 1937) ممثلة، ناشطة، مؤلفة، منتجة، مغنية ومؤدية صوتية أمريكية، امتدت مسيرتها التمثيلية لمدة 60 عامًا، ظهرت في دور الرائد مارجريت هوليهان في فيلم ماش (1970) ما أكسبها ترشيح لجائزة أوسكار لأفضل ممثلة في دور مساند.

## نشأتها
ولدت كيليرمان في 02 يونيو 1937 لونغ بيتش، كاليفورنيا، لأمها إديث باين، وهي معلمة بيانو من بورتلاند، أركنساس، وجون هيلم "جاك" كيليرمان، وهو مسؤول تنفيذي في شركة شل للنفط من سانت لويس، ميسوري. وكان لديها أخت أكبر منها، ديانا دين كيليرمان. في طفولتها كانت إديث مسيحية علمية، وربت بناتها على هذا المعتقد.
عندما كانت كيلرمان في الصف الخامس، انتقلت عائلتها من لونغ بيتش إلى وادي سان فرناندو. قضت كيلرمان طفولتها في منطقة غرناطة هيلز الريفية، وهي منطقة شبه خالية من السكان، محاطة ببساتين البرتقال والأوكالبتوس. خلال سنتها الثانية في المدرسة الثانوية، انتقلت عائلة كيلرمان من سان فرناندو إلى بارك لا بريا، لوس أنجلوس، حيث التحقت بمدرسة هوليوود الثانوية. بسبب خجلها لم تُكوّن صداقات كثيرة وحصلت على درجات ضعيفة، لكنها شاركت في إنتاج مدرسي لمسرحية "قابلني في سانت لويس". بمساعدة صديق من المدرسة الثانوية، قدّمت كيليرمان عرضًا تجريبيًا لتسجيلها إلى مؤسس ورئيس شركة فيرف ريكوردز، نورمان غرانز. بعد توقيع عقد مع فيرف، شعرت بالرهبة من أن تصبح فنانة تسجيل، فانسحبت.
التحقت كيليرمان في كلية مدينة لوس أنجلوس، والتحقت في دورة التمثيل التي يُدرّسها جيف كوري. في غضون عام شاركت في إنتاج مسرحية جون أوزبورن "انظر إلى الوراء بغضب" التي أخرجها كوري، وشارك فيها زملاء الدراسة شيرلي نايت، وجاك نيكلسون، ودين ستوكويل، وروبرت بليك. مع نهاية الخمسينيات من القرن العشرين، انضمت كيليرمان إلى استوديو الممثلين الغربي الذي افتُتح حديثًا وظهرت لأول مرة أمام الكاميرا في فيلم فتاة مدرسة الإصلاح عام 1957. ولدفع رسوم دراستها عملت نادلة.

## روابط خارجية
- سالي كيلرمان على فيس بوك
- سالي كيلرمان على موقع IMDb (الإنجليزية)
- سالي كيلرمان على موقع روتن توميتوز (الإنجليزية)
- سالي كيلرمان على موقع ألو سيني (الفرنسية)
- سالي كيلرمان على موقع ميوزك برينز (الإنجليزية)
- سالي كيلرمان على موقع تيرنر كلاسيك موفيز (الإنجليزية)
- سالي كيلرمان على موقع أول موفي (الإنجليزية)
- سالي كيلرمان على موقع قاعدة بيانات برودواي على الإنترنت (الإنجليزية)
- سالي كيلرمان على موقع قاعدة بيانات الأفلام السويدية (السويدية)
- سالي كيلرمان على موقع إن إن دي بي (الإنجليزية)
- سالي كيلرمان على موقع ديسكوغز (الإنجليزية)